# Lilongwe
Lilongwe er hovedstaden i Malawi. Byen har 989.318(2018) indbyggere og ligger i den sydvestlige del af landet, vest for Malawifloden, nær grænsen til Mozambique og Zambia. Lilongwe blev grundlagt i 1947 som en handelsplads og blev i 1975 hovedstad, efter byen Zomba i den sydlige del af landet.

## Klima
| Vejr for Lilongwe, Malawi    | Vejr for Lilongwe, Malawi | Vejr for Lilongwe, Malawi | Vejr for Lilongwe, Malawi | Vejr for Lilongwe, Malawi | Vejr for Lilongwe, Malawi | Vejr for Lilongwe, Malawi | Vejr for Lilongwe, Malawi | Vejr for Lilongwe, Malawi | Vejr for Lilongwe, Malawi | Vejr for Lilongwe, Malawi | Vejr for Lilongwe, Malawi | Vejr for Lilongwe, Malawi | Vejr for Lilongwe, Malawi |
|                              | Jan                       | Feb                       | Mar                       | Apr                       | Maj                       | Jun                       | Jul                       | Aug                       | Sep                       | Okt                       | Nov                       | Dec                       | År                        |
| ---------------------------- | ------------------------- | ------------------------- | ------------------------- | ------------------------- | ------------------------- | ------------------------- | ------------------------- | ------------------------- | ------------------------- | ------------------------- | ------------------------- | ------------------------- | ------------------------- |
| Gennemsnitlig maks °C        | 26                        | 26                        | 26                        | 26                        | 25                        | 23                        | 23                        | 25                        | 27                        | 30                        | 30                        | 27                        | 26                        |
| Gennemsnitlig °C             | 21                        | 21                        | 21                        | 19                        | 17                        | 15                        | 14                        | 16                        | 19                        | 22                        | 23                        | 22                        | 19                        |
| Gennemsnitlig min °C         | 17                        | 17                        | 16                        | 13                        | 10                        | 7                         | 6                         | 7                         | 11                        | 14                        | 16                        | 17                        | 12                        |
| Gennemsnitlig nedbør mm      | 223                       | 187                       | 128                       | 44                        | 12                        | 1                         | 0                         | 0                         | 1                         | 10                        | 63                        | 199                       | 869                       |
| Kilde: Weatherbase (engelsk) |                           |                           |                           |                           |                           |                           |                           |                           |                           |                           |                           |                           |                           |